# Взрывы на Маркале
Взрывы на Маркале (сербохорв. Masakri na Markalama) — взрывы снарядов в Сараеве на крупном городском рынке Маркале, произошедшие в 1994 и 1995 году во время Боснийской войны и осады города сербскими силами. В результате взрывов погибло более 100 человек и сотни были ранены. Первый взрыв был причиной ультиматума, предъявленным ООН и НАТО силам Республики Сербской. Второй взрыв являлся одним из основных поводов начала операции «Обдуманная сила» войсками НАТО.

## Первый взрыв
Первый взрыв на Маркале (сербохорв. Prvi masakr na Markalama) произошёл в субботу 5 февраля 1994 года в 12:37 часов. Снаряд разорвался на рынке посреди толпы. Погибли 68 человек (в основном мусульмане) и свыше 200 ранено. Следствие ООН установило, что взрыв был вызван 120-мм артиллерийской мины, которая была пущена в сторону рынка с северо-востока (с сербских позиций). После трагедии НАТО предъявила боснийским сербам ультиматум, заявив о возможности нанесения воздушных ударов в том случае, если сербы не уберут своё тяжёлое вооружение из района Сараева на расстоянии 20 км. Днём ранее произошёл взрыв в Добрыне (район Сараева): от мины, выпущенной сербами, погибло 10 человек, стоявших в очереди за водой.
В первоначальном отчете миротворцев ООН был сделан вывод о том, что граната была выпущена с позиции армии Республики Боснии и Герцеговины. Генерал Майкл Роуз , британский глава СООНО, рассказал в своих мемуарах, что через три дня после резни он сообщил заместителю командующего армией Республики Босния и Герцеговина, что граната была выпущена с боснийских позиций.  Однако в более позднем и более подробном отчете СООНО была отмечена ошибка в расчетах. Когда ошибку исправили, в ООН пришли к выводу, что определить, какая сторона выпустила снаряд, невозможно. В отчёте генерального секретаря ООН от 16 февраля 1994 года говорится, что «нет доказательств того, что одна или другая сторона выпустила снаряд» по рынку Маркале.
В Международном уголовном суде по военным преступлениям, совершенным на территории бывшей Югославии, прокуроры представили в качестве доказательства экспертное заключение, из которого следует, что существует шесть возможных мест, из которых могла быть выпущена рассматриваемая граната. Пять из них были позициями сербов, и одно - под контролем армии Республики Боснии и Герцеговины. Место, находящееся под контролем Армии Республики Боснии и Герцеговины, было видно наблюдателям из ООН, которые подтвердили, что с этой позиции в тот день стрельба не велась.
Международный трибунал по бывшей Югославии обвинял в совершённом взрыве генерала армии боснийских сербов С. Галича, приговорённого впоследствии к 20 годам лишения свободы. Несмотря на активное обсуждение суда и приговора в мире, в Сербии новость была практически проигнорирована, что вызвало озабоченность международных правозащитных организаций.

## Второй взрыв (Маркал-2)
Второй взрыв на Маркале (сербохорв. Drugi masakr na Markalama) был не единичным, а серией, состоявшей из обстрела с почти одновременными 5 взрывами. Событие произошло 28 августа 1995 года на том же рынке Маркале, в результате чего 43 человека погибли и 81 был ранен. Сразу после случившегося прогремели взрывы четырёх снарядов у Национального театра, в результате которого были ранены 8 человек. К расследованию инцидента подключились подразделения ООН, которые 29 августа заявили, что не могут определить, какая из воюющих стороны произвела пуск снарядов.
Впоследствии Дэвид Харланд, бывший глава гражданского сектора ООН в Боснии и Герцеговине, на суде над генералом Драгомиром Милошевичем признал, что несет ответственность за создание мифа о том, будто СООНО не определили, кто выпустил минометные снаряды во время второго обстрела рынка. Командующий СООНО генерала Руперта Смита в день атаки заявил, что неизвестно, кто выпустил гранаты по людям, хотя у него уже был технический отчет разведывательного управления СООНО, в котором было установлено «вне всякого разумного сомнения», что они были выпущены с позиции сербов в Лукавице . Ответственность Харланда заключается в том, что именно он посоветовал генералу Смиту выступить с «нейтральным заявлением, чтобы не встревожить сербов, которые, если бы он немедленно указал на них пальцем, знали бы, что авиаудары НАТО по их позициям можно ожидать в любой момент», что поставило бы под угрозу безопасность сил ООН, находившихся в тот момент на территории, находящейся под контролем сербских войск, или на позициях, которые могли подвергнуться атаке со стороны сербских сил.
Событие послужило поводом для начала операции сил НАТО «Обдуманная сила» (или «Немедленный ответ») в августе-сентябре того же года, которая была направлена на военные объекты армии боснийских сербов.
Решение Дэвида Харланда выступить с нейтральным заявлением помогло сербским СМИ в 1995, а ультраправым организациям — и в дальнейшем, приписывать и второй обстрел рынка самим боснийцам, что является важной частью череды отрицания сербских военных преступлений во время войны в Боснии. Тем не менее с 2005 до 2020 отношения между Сербией, Боснией и Хорватией улучшаются, и всё больше хорватских и сербских официальных лиц и политиков Республики Сербской перестают поддерживать политику отрицания и приносят официальные извинения за военные преступления, совершённые во время Боснийской войны.